# Les Milles (film)
Pour les articles homonymes, voir Les Milles et Milles.
Pour plus de détails, voir Fiche technique et Distribution.
Les Milles est un film français réalisé par Sébastien Grall en 1995.

## Synopsis
Mai 1940 : des Allemands, dont des juifs, des communistes ou des opposants au nazisme réfugiés en France, sont internés au camp des Milles, près d'Aix-en-Provence. Le capitaine de réserve Perrochon, vétéran gazé durant la Première Guerre mondiale, est le commandant de ce camp. Il le dirige d'une main de fer, secondé par le capitaine d’active, Moinard.
Mary-Jane Cooper, une journaliste américaine, questionne Perrochon. Progressivement, celui-ci prend conscience que bon nombre des prisonniers ont fui le régime nazi, notamment des artistes et des scientifiques éminents, souvent israélites. Ceux-ci s'inquiètent de l'avancée allemande. Les tensions entre prisonniers sont fortes. L'état-major, à Marseille, est indifférent, dépassé et futile.
Quand l'arrivée des nazis est annoncée, avec la défaite, Perrochon ne peut se résoudre à livrer les prisonniers juifs ou anti-nazis aux Allemands. Il affrète secrètement un train pour évacuer les volontaires vers Bayonne, où un bateau attend pour Casablanca.
Commandé par Moinard, assisté du lieutenant traducteur Boisset, le convoi ferroviaire dispose de moins de cinquante heures pour effectuer un trajet rendu hasardeux par la défaite. Il échoue aux portes de Bayonne, l'arrivée d'Allemands provoquant un désordre. Certains détenus s'enfuient soit par l'Espagne soit par le Portugal. Perrochon est d´abord arrêté par son supérieur, qui le laisse filer ensuite.

## Fiche technique
Source : IMDb, sauf mention contraire
- Sous titre : Le Train de la liberté
- Réalisation et scénariste : Sébastien Grall
- Scénariste : Jean-Claude Grumberg
- Producteurs : Raymond Blumenthal et Lew Rywin (pl)
- Musique du film : Alexandre Desplat
- Directeur de la photographie : Andrzej Jaroszewicz (pl)
- Montage : Joële van Effenterre
- Distribution des rôles : Jeanne Biras et Magdalena Szwarcbart
- Création des décors : Wladyslaw Bielski et Valérie Grall
- Création des costumes : Jacqueline Bouchard, Hanna Golebiowska, Ewa Helman-Szczerbic, Joanna Lambert, Henriette Raz et Malgorzata Stefaniak
- Société de production : Blue Films
- Format : couleur
- Pays d'origine :  France
- Genre : drame / guerre
- Durée : 103 minutes
- Dates de sortie :	
  -  France : 23 août 1995

## Distribution
- Jean-Pierre Marielle : le capitaine Charles Perrochon, commandant du camp
- Philippe Noiret : le général
- Kristin Scott Thomas : Mary-Jane Cooper
- Rüdiger Vogler : Lion Feuchtwanger
- Ticky Holgado : le capitaine Moinard
- François Berléand : le lieutenant Boisset
- François Perrot : le colonel Maurice Charvet
- Jean-Marie Winling : le médecin-chef Garraud
- Jean-Yves Tual : le nain
- Hubert Saint-Macary : le mécanicien de la locomotive
- Michel Caccia : le patron de l'hôtel de France
- Bonnafet Tarbouriech : l'adjudant Bordier
- Bruno Raffaelli : Jean Poinblanc
- Władysław Kowalski (pl) : Max Ernst
- Luc Palun : gendarme à la mairie
- Arnaud Bedouët : chef régulateur de la gare de Marseille
- Janusz Olejniczak : le Pianiste
- Joe Sheridan : Edgar Foster
- Henryk Bista (pl) : Otto von Offenberg
- Jan Peszek (pl) : Alexander Hazenfoeder
- Rafał Walentowicz (pl) : Franck Wolf
- Marek Walczewski : professeur Pick
- Andrzej Mastalerz (pl) : Erik von Offenberg
- Eugeniusz Priwieziencew (pl) : le paysan
- Tadeusz Borowski (pl) : Bernard Zippert, l'architecte
- Tomasz Dedek (pl) : l'homme au couteau
- Piotr Grabowski (pl) : Oscar Reich
- Fedele Papalia : un cheminot à Bayonne
- Michał Breitenwald (pl) : officier du quartier général de Staedel
- Eugenia Herman (pl) : sœur supérieure à l'hôpital
- Krzysztof Janczak (pl) : officier du quartier général de Lavergne
- Jerzy Karaszkiewicz (pl) : détenu lecteur
- Artur Krajewski (pl) : soldat sur le pont sur le Rhône
- Lech Łotocki (pl) : gendarme à Puyoo
- Ignacy Machowski (pl) : Gustav Kohn
- Mariusz Pilawski (pl) : un homme au réfectoire
- Hanna Stankówna (pl) : l'épouse du général
- Zdzisław Szymborski (pl) : officier du quartier général de Besson
- Piotr Tokarz (pl) : détenus à la borne 402
- Marcin Troński : Le Brun
- Adam Wolańczyk : détenus en débandade
- Mirosław Zbrojewicz (pl) : détenu avec un journal
- Eric Petitjean : le sergent Stora
- Marcel Novek : légionnaire
- Chantal Bronner : Paulette Perrochon, épouse du commandant Perrochon
- Denis Mariette : régulateur ferroviaire à Bayonne
- Laurent Labasse : sergent minant le pont
- Patrick Grieco : chef de gare à Saint-Gaudens
- Denis Blanc : un militaire démobilisé
- Benoît Muracciole : chef régulateur à Bayonne
- Pierre Vilanova : un cheminot de Bayonne
- Rafal Sabara : ordonnance du général
- Pawel Boguslav : soldat du train
- Janusz Chlebowski : un autre militaire démobilisé
- Jerzy Gronowski : détenus à la borne 402
- Jacek Labijak : un homme au téléphone, au port
- Tadeusz Olesinski : détenus à la borne 402
- Jacek Pacocha : régulateur ferroviaire à Marseille
- Jacek Ryniewicz : artificier du pont sur le Rhône
- Andrzej Saar : chef de gare à Puyoo
- Tadeusz Sokolowski : détenus en débandade
- Michal Switala : détenu blessé à Saint Gaudens
- Krzysztof Szulejko : détenus en débandade
- Ryszard Wegrzyn : soldat en charge des provisions
- Christopher Januszczak : non crédité.

## Accueil

### Accueil critique
Le film est noté 5,6 sur 10 par le site Sens critique.

### Box-office
Le film totalise 188 103 entrées lors de son exploitation en salles, en France en 1995.

## Autour du film
L'intrigue du film repose sur une histoire vraie.
L'auteur s'est largement inspiré du récit autobiographique de l'écrivain allemand Lion Feuchtwanger, Le Diable en France, qui raconte la vie quotidienne dans le camp et l'aventure du « train de la liberté ».
Le personnage de la journaliste Mary-Jane Cooper s'inspire de l'action de Varian Fry, aidé entre autres de Mary Jayne Gold.
Le drapeau des États-Unis sur la voiture d'Edgar Foster, du consulat américain, comporte, anachroniquement, 50 étoiles.